# 山形県道118号庄内空港線
山形県道118号庄内空港線（やまがたけんどう118ごう しょうないくうこうせん）は、山形県酒田市を通る一般県道である。

## 概要
酒田市の庄内空港から酒田市浜中に至る。

### 路線データ
- 起点：酒田市浜中字村東（庄内空港、山形県道33号庄内空港立川線起点）
- 終点：酒田市浜中国道112号交点

## 歴史
- 1983年（昭和58年）4月1日 - 山形県告示第564号により認定される。

## 路線状況

### 重複区間
- 山形県道33号庄内空港立川線（酒田市浜中字村東）

## 地理

### 通過する自治体
- 山形県
  - 酒田市

### 交差する道路
| 交差する道路 | 交差する場所 |
| ------------ | ------------ |
| 国道112号    | 浜中         |

### 沿線
- 庄内空港